# Лес Королевы (Лотарингия)
«Лес Короле́вы» (фр. Forêt de la Reine) — массив влажных лесов на северо-востоке Франции в Лотарингии, занимает около 5000 га. Расположен к югу от равнины Вуавр. Включён в особый список природных мест 2000 и является особой зоной по сохранению птиц. Входит в Региональный природный парк Лотарингии.

## История
Лесной массив назван в память о франкской королеве Фредегонде (545—597), жестокой противницы австразийской королевы Брунгильды.

## Описание
Лес Королевы занимает около 5000 га, на его территории расположены около десятка лесных озёр, болота, источники и ручьи. Здесь стоит древнее аббатство де Ранжеваль с часовнями. Находится на территории двух департаментов Лотарингии: Мёрт и Мозель и Мёз к югу от Вуавр и к северу от Туля.

## Фауна
В лесу встречаются следующие виды птиц: мухоловка-белошейка, 6 видов дятлов, обитающих в Лотарингии, осоеды, красный коршун, чеглок, болотный лунь.

## Коммуны
В окрестностях леса расположены коммуны департаментов Мёрт и Мозеля и Мёза.
| Ансовиль       |  | Жуи-су-ле-Кот    |  | Рамбюкур |
| Бук            |  | Ланье            |  | Руайоме  |
| Бруссе-Ролькур |  | Мандр-о-Катр-Тур |  | Санзе    |
| Амонвиль       |  | Мениль-ла-Тур    |  |          |